# Kovač planina (kod Čajniča)
Kovač (ili Kovač Planina) je planina u Crnoj Gori, te manjim dijelom u Bosni i Hercegovini.
Nalazi se južno od Čajniča, gradića u istočnoj Bosni. Vrh Stražbenica, najviši vrh planine, nalazi se u Crnoj gori, na 1532 metara nadmorske visine. Planina je Šumovita i prekrivena pašnjacima.

## Vanjske poveznice.
- Kovač Planina (mountains) - Montenegro, me.geoview.info